# 高忠伸
高 忠伸（こう ただのぶ、1980年9月13日 - ）は、日本の元ラグビーユニオン選手。

## プロフィール
- 大阪府大阪市出身。
- ポジションはスタンドオフ（SO）、フルバック(FB)。
- 身長 173cm、体重 82kg
- ニックネームはただのぶ、たださん。
- 弟の聡伸もラグビー選手（現・日本IBMビッグブルー）。
- 日本代表スコッドに選ばれたことがある[1]。
- 元野球選手の松坂大輔と同じ日生まれ[2]。

## 来歴
大阪ラグビースクールで小学2年生からラグビーを始める。
横浜ラグビースクールを経て桐蔭学園入学後、1年生から全国大会メンバー入り。
3年時、全国大会ベスト4 U-19日本代表入り。
1999年、桐蔭学園高校卒業後、帝京大学に入学。
2002年、帝京大学ラグビー部の主将に就任し、大学初のベスト4へと導く。。
2003年、帝京大学卒業後、日本IBMビッグブルーに加入。
2006年、日本IBMビッグブルーの主将に就任した。
2008年、日本選抜に選ばれフランス学生代表と対戦し、勝利を収める。
2008年、日本代表スコッドに選出。（ノンキャップ）
2009年、近鉄ライナーズ(現・花園近鉄ライナーズ)に加入。
2011年、近鉄ライナーズの主将に就任した。
2013年、12月15日の九州電力戦でトップリーグ100CAP達成。
2014年、APD（アジアパシフィックドラゴンズ）に招集。
日本代表と試合を行い、勝利に貢献。
2017年、清水建設ブルーシャークス(現・清水建設江東ブルーシャークス)にプレイングコーチとして加入。
2022年、現役を引退した。
2022年、三重HONDAヒートのアシスタントコーチに就任。